# Antepipona pseudosenex
Antepipona pseudosenex är en stekelart som beskrevs av Giordani Soika 1985. Antepipona pseudosenex ingår i släktet Antepipona och familjen Eumenidae. Inga underarter finns listade i Catalogue of Life.